# Himmelswiese
Die Himmelswiese ist ein Flächennaturdenkmal (FND) südlich von Breitenbrunn/Erzgeb. und östlich von Johanngeorgenstadt im Erzgebirgskreis.

## Lage
Die Himmelswiese liegt in einer Höhe von etwa 915 m unmittelbar an der Grenze zu Tschechien. Sie befindet sich an der für den öffentlichen Fahrzeugverkehr gesperrten Joachimsthaler Straße, die von Breitenbrunn aus als Halbemeiler Straße in südöstliche Richtung zum Ortsteil Halbemeile führt. Unmittelbar an der Himmelswiese befindet sich der Wandergrenzübergang nach Potůčky in Tschechien. Von hier aus kann man zum Beispiel die Ausflugsgaststätte „Roter Fuchs“ in Podlesí (Streitseifen) besuchen.

## Flora
Die Wiesen in der Umgebung von Halbemeile sind außergewöhnlich artenreich, da in der Regel keine Beweidung erfolgt. Die Himmelswiese gehört der Pflanzengesellschaft der Bärwurz-Goldhafer-Wiesen an und steht unter Naturschutz. Hier kommen u. a. vor:
- Bärwurz (Meum athamanticum)

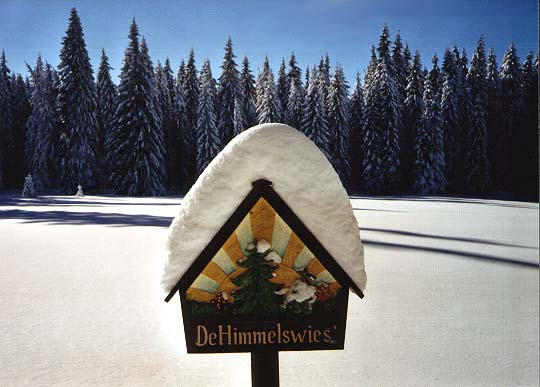
Himmelswiese im Winter

- Alantdistel (Cirsium heterophyllum)
- Arnika (Arnica montana)
- Gemeines Zittergras (Briza media)
- Wiesen-Goldhafer (Trisetum flavescens)
- Rotstraußgras (Agrostis tenuis)
- Rot-Schwingel (Festuca rubra)
- Gewöhnliches Ruchgras (Anthoxanthum odoratum)
- Wiesenrispengras (Poa pratensis)
- Sudetenhainsimse (Luzula sudetica)
- Gewöhnliches Kreuzblümchen (Polygala vulgaris)
- Herbstlöwenzahn (Leontodon autumnalis)
- Aufrechtes Fingerkraut (Potentilla erecta)
- Rundblättrige Glockenblume (Campanula rotundifolia)
- Weiße Teufelskralle (Phyteuma spicatum)
- Waldstorchschnabel (Geranium silvaticum)
- Steifer Augentrost (Euphrasia stricta)
- Heidelbeere (Vaccinium myrtillus)
- Heidekraut (Calluna vulgaris)

## Fauna
Durch die ruhige Lage fern von Autolärm sind hier auch sehr viele Tierarten heimisch. Vor allem von tschechischer Seite zeigt sich relativ häufig Rotwild auf der Himmelswiese. Zahlreiche Schmetterlinge und Insekten können in den Sommermonaten auf der Wiese beobachtet werden.
Koordinaten: 50° 26′ 54″ N, 12° 47′ 47″ O